# Salmyš
Il Salmyš (in russo Салмыш?) è un fiume della Russia europea sud-orientale, affluente di destra della Sakmara (bacino dell'Ural). Scorre nell'Oblast' di Orenburg, nei rajon Šarlykskij, Oktjabr'skij e Sakmarskij.
Il fiume scorre prevalentemente in direzione sud-orientale. Sfocia nella Sakmara a 59 km dalla foce. Ha una lunghezza di 193 km, l'area del suo bacino è di 7 340 km².
Il principale affluente è il Bol'šoj Jušatyr' (lungo 92 km) proveniente dalla sinistra idrografica. Non incontra lungo il suo corso centri abitati di rilievo.